# 那塞納鎮區 (愛荷華州卡斯縣)
馬塞納鎮區（英語：Massena Township）是位於美國愛荷華州卡斯縣的一個行政鎮區。

## 地方資料
根據2010年美國人口普查的數據，馬塞納鎮區的面積為93.13平方千米，當中陸地面積為92.97平方千米，而水域面積為0.16平方千米。當地共有人口608人，而人口密度為每平方千米6.53人。